# Josh Mancell
Josh Mancell (nascido em 13 de novembro de 1969), é um compositor e multi-instrumentista americano que escreve músicas para filmes, televisão e videogames. Ele é mais conhecido por seu trabalho nas franquias de jogos Crash Bandicoot e Jak and Daxter.
Mancell recebeu duas indicações ao Daytime Emmy Award por seu trabalho na série de televisão infantil Clifford the Big Red Dog.

## Biografia
Mancell nasceu em 13 de novembro de 1969, em Ann Arbor, Michigan. Ele havia frequentado a Faculdade de Sarah Lawrence em Bronx, Nova Iorque.
Quando criança, Mancell aprendeu a tocar piano, bateria e violão e era um "fanático por discos". A experiência de tocar em diferentes tipos de bandas (como punk rock, jazz, bandas marciais e orquestras), combinada com o fanatismo por muitos gêneros, levou Mancell a seguir a carreira de compositor. Ele foi incentivado pelos seus professores universitários a se mudar para Los Angeles para escrever músicas para o cinema e televisão.

## Carreira
Mancell desenvolveu uma carreira promissora escrevendo trilhas sonoras para o cinema e televisão. No cinema, ele compôs trilhas sonoras para diversos filmes, como Bongwater (estrelado por Luke Wilson, Alicia Witt e Jack Black) e Love Comes to the Executioner (estrelado por Jonathan Tucker, Ginnifer Goodwin e Jeremy Renner), além de contribuir com música para o cult indie Chuck & Buck (vencedor do Independent Spirit Award).
A música de Mancell foi usada nos programas de televisão animados Gary the Rat (estrelado por Kelsey Grammer), Shorty McShorts' Shorts (estrelado por Wilmer Valderrama) e Clifford the Big Red Dog (estrelado por John Ritter), que lhe rendeu duas indicações ao Emmy.
Mancell é conhecido por sua música em videogames, incluindo as séries Crash Bandicoot e Jak and Daxter da Sony, e outros títulos como Johnny Mnemonic: The Interactive Action Movie e Interstate '82. Este trabalho foi executado com a ajuda da Mutato Muzika, a empresa de produção musical que Mark Mothersbaugh formou com vários outros ex-membros do Devo, incluindo seu irmão, Bob Mothersbaugh.

## Estilo musical e influências
As influências de Mancell incluem artistas de músicas eletrônicas como Mouse on Mars, A Guy Called Gerald, Aphex Twin, Juan Atkins, Richard H. Kirk e Kraftwerk, bem como a banda de rock progressivo Pink Floyd. Ele citou seus "elementos rítmicos interessantes" e disse que "melodicamente eles têm um estilo simples, mas também um tanto quanto bizarros".

## Trabalhos

### Videogames
| Ano  | Título                                 | Notas                |
| ---- | -------------------------------------- | -------------------- |
| 1995 | Johnny Mnemonic                        |                      |
| 1996 | Crash Bandicoot                        |                      |
| 1997 | Crash Bandicoot 2: Cortex Strikes Back |                      |
| 1998 | Crash Bandicoot: Warped                |                      |
| 1999 | Crash Team Racing                      |                      |
| 1999 | Interestate '82                        |                      |
| 2001 | Jak e Daxter: The Precursor Legacy     |                      |
| 2003 | Jak II                                 | com Larry Hopkins    |
| 2004 | Jak 3                                  | com Larry Hopkins    |
| 2015 | Totome                                 |                      |
| 2016 | Vairon's Wrath                         | Duas trilhas sonoras |

### Filme
| Ano  | Título                                 | Diretor(es)    | Notas                 |
| ---- | -------------------------------------- | -------------- | --------------------- |
| 1997 | Bongwater                              | Richard Sears  | com Mark Mothersbaugh |
| 1999 | This is Harry Lehman                   | Brian King     | Curta-metragem        |
| 2000 | Chuck & Buck                           | Miguel Arteta  | "Nwo Tew"             |
| 2006 | Love Comes to the Executioner          | Kyle Bergersen | —                     |
| 2008 | Milkshake                              | Renji Philip   | Curta-metragem        |
| 2008 | Stanley                                | Renji Philip   | Curta-metragem        |
| 2009 | The Lights                             | John Sjögren   | —                     |
| 2010 | Love & Other Unstable States of Matter | David Marmor   | Curta-metragem        |
| 2011 | Eat the Sun                            | Peter Sorcher  | Documentário          |
| 2011 | The Dude                               | Jeff Feuerzeig | Curto documentário    |
| 2012 | Cheesecake Casserole                   | Renji Philip   | —                     |
| 2013 | A Star for Rose                        | Daniel Yost    | —                     |
| 2015 | Dirty Laundry                          | Renji Philip   | Curta-metragem        |

### Televisão
- Adventures in Wonderland (1992) – com Mark Mothersbaugh
- Futurequest (1994)
- Clifford the Big Red Dog (2000) – com Mark Mothersbaugh
- The Groovenians – com Mark Mothersbaugh, Bob Casale, Albert Fox, Al Mothersbaugh, Bob Mothersbaugh, Andrew Todd e Pat Irwin (música adicional)
- Gary, the Rat (2003)
- Shorty McShorts' Shorts (2006) ("Dudley e Nestor Do Nothing")
- The Bite-Sized Adventures of Sam Sandwich (2011)